# Шелудково
Шелудково — упразднённая деревня в Вязниковском районе Владимирской области России.

## География
Урочище находится в северо-восточной части области, в зоне хвойно-широколиственных лесов, в пределах Волжско-Окского междуречья, на правом берегу ручья Важель, на расстоянии 29 километров (по прямой) к юго-западу от города Вязники, административного центра района. Абсолютная высота — 110 метров над уровнем моря.

### Климат
Климат характеризуется как умеренно континентальный. Средняя температура воздуха самого холодного месяца (января) — −11,1 °C (абсолютный минимум — −48 °С), средняя максимальная температура воздуха (июля) — +23,3 °С (абсолютный максимум — +37 °С). Годовое количество атмосферных осадков составляет около 607 мм, из которых 413 мм выпадает в период с апреля по октябрь.

## История
В «Списке населенных мест Владимирской губернии по сведениям 1859 года» населённый пункт упомянут как удельная деревня Судогодского уезда, расположенная в 55 верстах от уездного города. В деревне насчитывалось 17 дворов и проживало 126 человек (63 мужчины и 63 женщины).
По состоянию на 1905 год, в Шелудкове имелось 22 двора и проживало 154 человека. В административном отношении деревня входила в состав Воскресенской волости.
По данным 1926 года, в деревне имелось 29 крестьянских хозяйств и проживало 149 человек (72 мужчины и 77 женщин).
На момент упразднения входила в состав Эдонского сельсовета Вязниковского района. Упразднена решением облисполкома № 322 от 4 июля 1989 года как фактически не существующая.